# Finala Cupei Campionilor Europeni 1988
Finala Cupei Campionilor Europeni 1988 a fost un meci de fotbal, jucat între PSV Eindhoven din Olanda și Benfica din Portugalia. PSV a câștigat cu 6-5 la penaltiuri.

## Match details
| PSV Eindhoven                                          | 0 – 0 (a.e.t.) (d.p.) | Benfica                                        |
| ------------------------------------------------------ | --------------------- | ---------------------------------------------- |
|                                                        | Report                |                                                |
| Koeman · Kieft · Nielsen · Vanenburg · Lerby · Janssen | 6 – 5                 | Elzo · Dito · Hajry · Pacheco · Mozer · Veloso |

| PSV Eindhoven | Benfica |

| PSV EINDHOVEN: |    |                      |  |        |
|                |    |                      |  |        |
| P              | 1  | Hans van Breukelen   |  |        |
| F              | 2  | Eric Gerets (c)      |  |        |
| F              | 3  | Ivan Nielsen         |  |        |
| F              | 4  | Ronald Koeman        |  |        |
| F              | 5  | Jan Heintze          |  |        |
| M              | 6  | Berry van Aerle      |  |        |
| M              | 7  | Edward Linskens      |  |        |
| M              | 8  | Gerald Vanenburg     |  |        |
| A              | 9  | Wim Kieft            |  |        |
| M              | 10 | Søren Lerby          |  |        |
| A              | 11 | Hans Gillhaus        |  | 105+2' |
| Rezerve:       |    |                      |  |        |
| F              | 13 | Adick Koot           |  |        |
| A              | 14 | Eric Viscaal         |  |        |
| P              | 12 | Patrick Lodewijks    |  |        |
| M              | 15 | Willy van de Kerkhof |  |        |
| M              | 16 | Anton Janssen        |  | 105+2' |
| Antrenor:      |    |                      |  |        |
| Guus Hiddink   |    |                      |  |        |

| BENFICA:  |    |                  |  |      |
|           |    |                  |  |      |
| P         | 1  | Silvino          |  |      |
| F         | 2  | António Veloso   |  |      |
| F         | 3  | Carlos Mozer     |  |      |
| F         | 4  | Álvaro Magalhães |  |      |
| F         | 5  | Dito             |  |      |
| M         | 6  | Elzo             |  |      |
| M         | 7  | Chiquinho Carlos |  |      |
| M         | 8  | António Pacheco  |  |      |
| A         | 9  | Mats Magnusson   |  | 112' |
| M         | 10 | Shéu (c)         |  |      |
| A         | 11 | Rui Águas        |  | 56'  |
| Rezerve:  |    |                  |  |      |
| P         | 12 | Manuel Bento     |  |      |
| A         | 13 | Radouane Hajry   |  | 112' |
| F         | 14 | Samuel           |  |      |
| M         | 15 | Adelino Nunes    |  |      |
| A         | 16 | Wando            |  | 56'  |
| Antrenor: |    |                  |  |      |
| Toni      |    |                  |  |      |